# Война окончена
«Война окончена» (фр. La Guerre est Finie) — кинофильм французского кинорежиссёра Алена Рене.

## Сюжет
Диего, один из руководителей испанской Коммунистической партии, возвращается в Париж из Мадрида. Его почти арестовывают на границе, но потом пропускают, благодаря Надин, дочери человека, паспортом которого Диего пользуется. После прибытия в Париж, он начинает искать Хуана, одного из своих товарищей, чтобы отговорить от возвращения в Мадрид, где его может арестовать полиция Франко…

## В ролях
- Ив Монтан — Диего Мора
- Ингрид Тулин — Мэриэнн
- Женевьев Бюжо — Надин
- Жан Буиз — Рамон
- Жан-Франсуа Рэми — Хуан